# Ausbesserungswerk München-Neuaubing

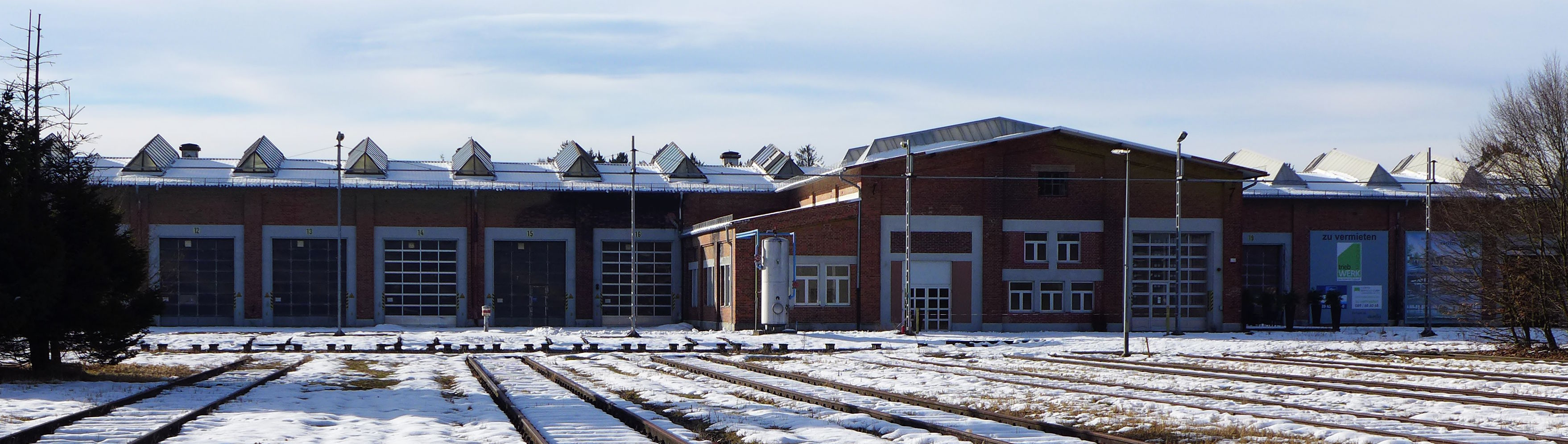
Südliche Wagenreparaturwerkstatt (Halle 3) des Ausbesserungswerks München-Neuaubing

Das Ausbesserungswerk München-Neuaubing (abgekürzt AW München-Neuaubing) war ein Eisenbahnausbesserungswerk im Westen der bayerischen Landeshauptstadt München im heutigen Stadtteil Aubing.
Die Königlich Bayerischen Staatseisenbahnen eröffneten das Werk 1906 als Centralwerkstätte Aubing mit zwei Reparaturhallen. In den folgenden Jahren wurde es mehrfach erweitert. Bis 1927 errichtete die Deutsche Reichsbahn eine dritte Wagenreparaturwerkstatt. Während das Werk als Güterwagen-Ausbesserungswerk eröffnet wurde, diente es später vor allem der Instandhaltung von Personenwagen. Zudem wurden Triebwagen und vereinzelt Elektrolokomotiven ausgebessert. Ende 2001 legte die Deutsche Bahn es still. Große Teile der ehemaligen Werkstattgebäude stehen heute unter Denkmalschutz.

## Lage

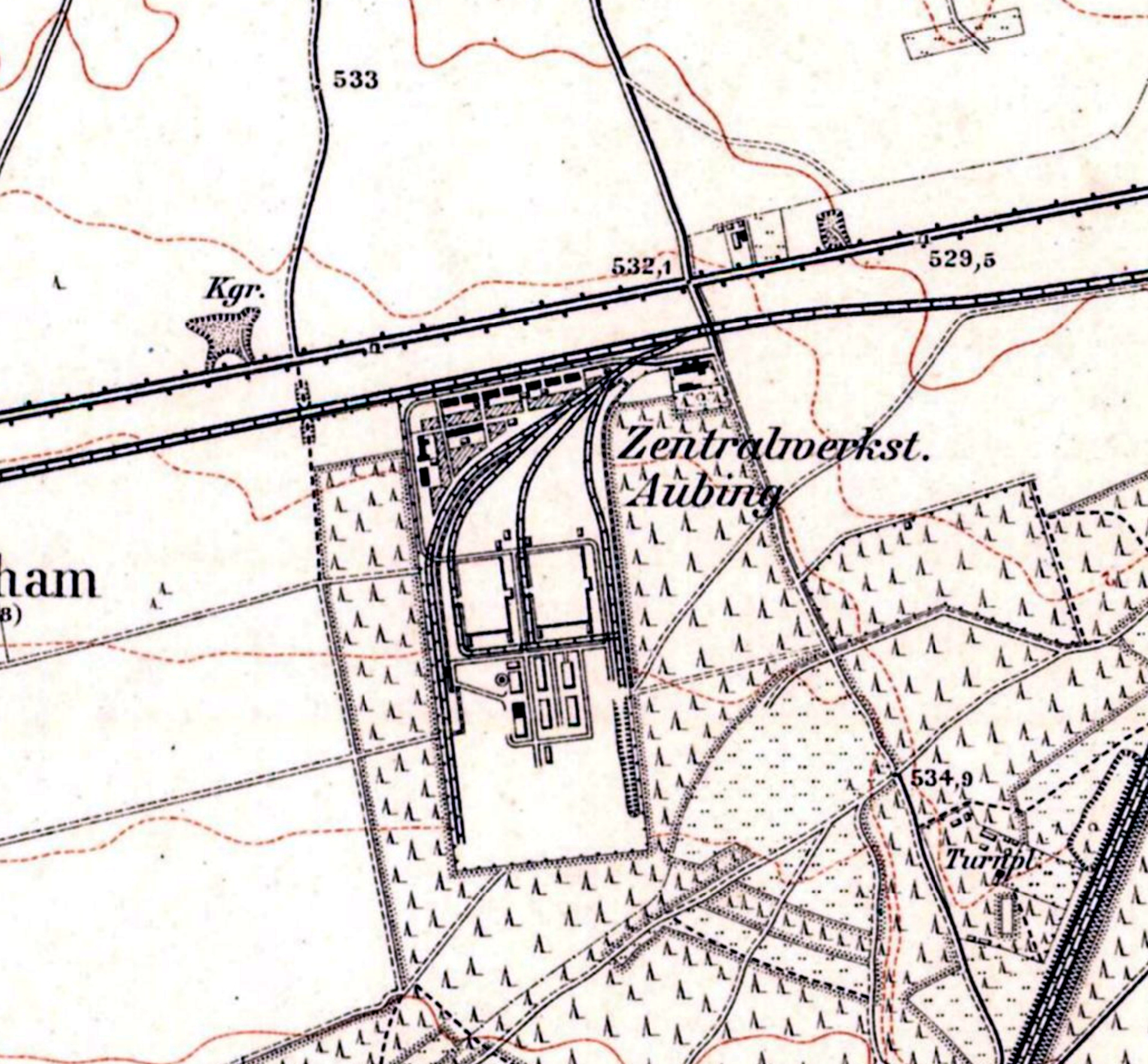
Karte der Centralwerkstätte und des CIWL-Werks um 1910

Das Ausbesserungswerk München-Neuaubing liegt im Südwesten des Stadtteils Neuaubing im Münchner Stadtbezirk Aubing-Lochhausen-Langwied, südlich der Bahnstrecke München-Pasing–Herrsching und des Bahnhofs München-Neuaubing und westlich der Brunhamstraße. Im Nordosten des Werksgeländes liegt zwischen Werkstätten und Bahnlinie an der Papinstraße die ehemalige Arbeiterwohnsiedlung, die Kolonie Neuaubing. Westlich wird das Werksgelände durch die Sportstätten des Eisenbahnersportvereins Neuaubing im Norden und das brachliegende Gelände eines ehemaligen Weichenlagers im Süden begrenzt, an die westlich der ab 2006 entstehende Stadtteil Freiham angrenzt. Südlich schließt ein Waldgebiet, in dem die Bundesautobahn 96 (A 96) verläuft, an das Ausbesserungswerk an. Östlich des Werksbereichs liegt ein Wohngebiet, die Südostecke des Werksgeländes liegt direkt an der Stadtgrenze zum Gräfelfinger Ortsteil Lochham.
Etwa 300 Meter östlich, direkt südlich der Bahnstrecke München-Pasing–Herrsching, aber auf der anderen Seite der Brunhamstraße, befand sich das Ausbesserungswerk der Compagnie Internationale des Wagons-Lits, das später von der Deutschen Schlafwagen- und Speisewagengesellschaft betrieben und 1999 geschlossen wurde.
Die Zufahrtsgleise zum Ausbesserungswerk Neuaubing zweigten östlich des Bahnübergangs Brunhamstraße von der Bahnstrecke München-Pasing–Herrsching ab und querten die Brunhamstraße gemeinsam mit der Herrschinger Strecke. Anschließend führten sie südlich am Empfangsgebäude des Neuaubinger Bahnhofs vorbei zum Zufahrtstor des Werks. Direkt vor dem Zufahrtstor überquerte die Papinstraße die Zufahrtsgleise.

## Name
Während seines Bestehens trug das Ausbesserungswerk mehrfach wechselnde Bezeichnungen.
| Zeitraum  | Bezeichnung                                   |
| --------- | --------------------------------------------- |
| 1906–1915 | Centralwerkstätte Aubing                      |
| 1915–1920 | Centralwerkstätte Neuaubing                   |
| 1920–1924 | Hauptwerkstätte Neuaubing                     |
| 1924      | Eisenbahnausbesserungswerk Neuaubing          |
| 1924–1942 | Reichsbahnausbesserungswerk Neuaubing         |
| 1942–1948 | Reichsbahnausbesserungswerk München-Neuaubing |
| 1948–1951 | Eisenbahnausbesserungswerk München-Neuaubing  |
| 1951–2001 | Ausbesserungswerk München-Neuaubing           |

## Geschichte

### Errichtung und Betrieb bis zum Ersten Weltkrieg
Ende des 19. Jahrhunderts waren die vorhandenen vier Centralwerkstätten der Königlich Bayerischen Staatseisenbahnen für den steigenden Reparaturbedarf, der mit dem Anstieg des Eisenbahnverkehrs einherging, nicht mehr ausreichend. Ein weiterer Ausbau der Centralwerkstätte München war jedoch nach der letzten Erweiterung bis 1900 aus Platzgründen nicht mehr möglich. Da in den folgenden Jahren ein Defizit von bis zu 257 Fahrzeugständen zu erwarten war, begannen 1899 die Planungen zur Errichtung einer weiteren Centralwerkstätte für die Güterwagenausbesserung. Am 27. November 1899 beriet der Bayerische Landtag über den Neubau, wobei als Standorte München und Umgebung, Augsburg und Schweinfurt in Betracht gezogen wurden. Hugo Ritter und Edler von Maffei stellte ein 90 Tagewerk großes Grundstück seines Guts Freiham in der selbstständigen Gemeinde Aubing westlich von München für 54.000 Mark als Bauland zur Verfügung. Als Bedingung für die preisgünstige Abgabe verlangte er die Einrichtung eines eigenen Bahnhofs Freiham für sein Gut an der in Bau befindlichen Lokalbahn Pasing–Herrsching. Da in München zudem das Güterverkehrsaufkommen mit jährlich 2,4 Millionen Tonnen am höchsten war, entschieden sich die Königlich Bayerischen Staatseisenbahnen für diesen Standort und willigten in die Bedingung ein.

Eisenbahnersiedlung und Werkshaltepunkt 1914

Die bayerische Regierung erließ am 24. Februar 1900 das Gesetz zur Errichtung der V. Centralwerkstätte der königlich bayerischen Staatsbahn. Als Baukosten wurden 5.969.000 Mark vorgesehen. Die Bayerischen Staatseisenbahnen kauften das Bauland 1901 auf und begannen am 4. März 1902 mit dem Bau der Werkstätte in Aubing. Dafür wurde 1902 zunächst das Waldstück auf dem Bauland gerodet. Zur Einebnung des Geländes auf das Niveau der Bahnstrecke Pasing–Herrsching waren umfangreiche Erdarbeiten notwendig, bei denen es um bis zu 2½ Meter abgesenkt wurde. Am 1. Juli 1903 eröffneten die Bayerischen Staatseisenbahnen die nördlich am Werksgelände vorbeiführende Lokalbahn Pasing–Herrsching mit dem von Maffei geforderten Bahnhof Freiham. Am Abzweig der Zufahrtsgleise zur Centralwerkstätte von der Strecke Pasing–Herrsching wurde am 20. November 1905 der eigene Haltepunkt Zentralwerkstätte Aubing eröffnet, der zum 1. Oktober 1908 den Namen Neuaubing erhielt.

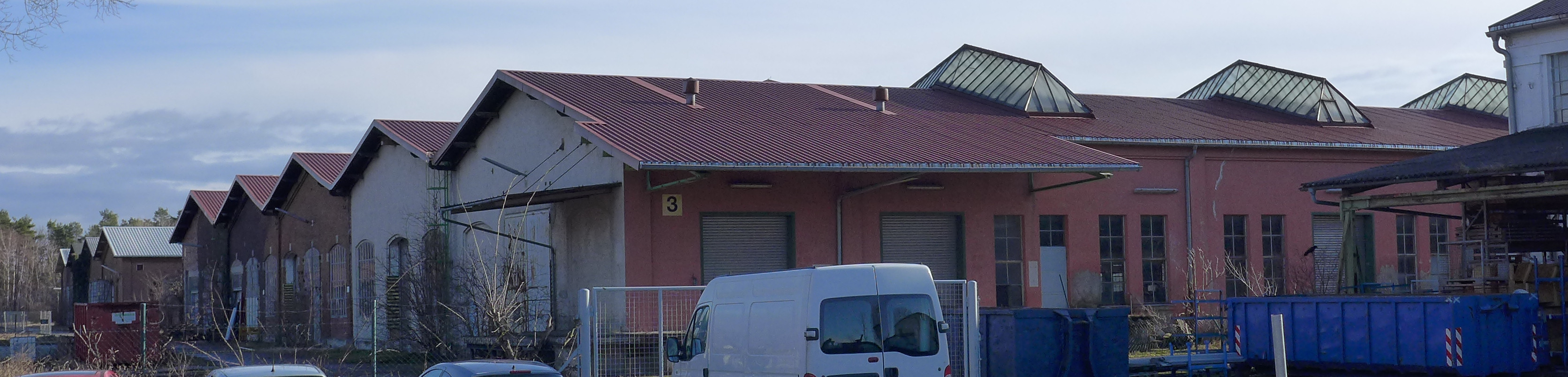
Westliche Wagenreparaturwerkstatt (Halle 2), im Hintergrund Halle 1

Bereits vor der Eröffnung ging am 6. Dezember 1905 der erste von fünf Zweiflammrohrkesseln zur Dampferzeugung für die Hochdruckdampfheizung und den Antrieb der Dampfhämmer in Betrieb.
Am 1. Oktober 1906 nahmen die Königlich Bayerischen Staatseisenbahnen die Centralwerkstätte Aubing offiziell in Betrieb. Die Güterwagenausbesserung wurde aus der Centralwerkstätte München teilweise nach Aubing verlegt und fortan in Arbeitsteilung von beiden Werkstätten durchgeführt. Zum Eröffnungszeitpunkt waren zwei Wagenreparaturwerkstätten mit insgesamt 250 Ständen, ein Verwaltungsgebäude, eine Schmiede und eine Holzverarbeitungsanlage sowie weitere Magazine und ein Wasserhaus vorhanden. Im Aubinger Werk waren 160 Arbeiter und neun Beamte beschäftigt, für die 18 Arbeiterwohnhäuser und zwei Beamtenwohnhäuser in einer von 1902 bis 1905 eigens errichteten Wohnanlage, später als Kolonie Neuaubing bezeichnet, zur Verfügung standen. Ab 1907 übernahm die Centralwerkstätte Aubing Teile der Unterhaltung von Personen-, Gepäck- und Postwagen sowie Triebwagen vom Werk München. Ab 1907 oder 1908 wurden zudem Postkraftfahrzeuge in Aubing ausgebessert.
Als Staatsbetrieb hatten die Königlich Bayerischen Staatseisenbahnen Planungshoheit und konnten die Werkstätte daher ohne Genehmigung der Gemeinde Aubing errichten und erweitern. Ebenso war das Werk dadurch von der Gemeindesteuer befreit. Da die Gemeinde jedoch die nötige Infrastruktur für die in Aubing lebenden Werksarbeiter bereitstellen musste, entstand daraus eine starke Belastung des Gemeindehaushalts.
1907 begannen die Bauarbeiten zur Errichtung einer zusätzlichen Weichenwerkstätte, 1910 wurde die Halle 11 für die Weichenfertigung in Betrieb genommen. Die Werkstätte des Aubinger Werks war zu diesem Zeitpunkt die einzige Weichenwerkstätte der Bayerischen Staatsbahnen. Die Bayerische Postverwaltung baute auf dem Gelände der Centralwerkstätte ab 1912 eine eigene Reparaturwerkstätte für Postkraftfahrzeuge, die 1914 eröffnet wurde.

Luftbild der Centralwerkstätte und des Schlafwagenausbesserungswerks 1914

Am 13. November 1913 genehmigte der Bayerische Landtag die Errichtung einer neuen Halle zur Personenwagenausbesserung und veranschlagte dafür 2.887.000 Mark. Wegen des Ausbruchs des Ersten Weltkriegs wurden die Vorarbeiten jedoch 1914 abgebrochen und die Pläne vorerst nicht verwirklicht. Im Ersten Weltkrieg stellte die Centralwerkstätte Aubing Kriegsmaterialien her, bis 1918 wurden 150.000 Langgranaten gefertigt. 1915 wurde der Name in Centralwerkstätte Neuaubing geändert. Im September 1918 begann der Bau einer Ausbildungswerkstätte für Schlosserlehrlinge.

### Ausbaumaßnahmen der Deutschen Reichsbahn und Zweiter Weltkrieg
Ab 1920 bezeichnete die Deutsche Reichsbahn die Centralwerkstätte als Hauptwerkstätte Neuaubing. 1924 wurde sie dem Zentralmaschinenamt München der Gruppenverwaltung Bayern unterstellt und firmierte fortan als Reichsbahnausbesserungswerk Neuaubing (RAW Neuaubing).
Die Deutsche Reichsbahn begann im Frühjahr 1921 mit der bereits 1913 beschlossenen Errichtung der Personenwagenhalle. Durch Streiks und Arbeiteraussperrungen während der Inflationszeit verzögerte sich die Vollendung der Halle jedoch. Im Oktober 1924 konnte sie im Rohbau fertiggestellt werden, am 1. April 1927 wurde die als Halle 3 bezeichnete Wagenausbesserung schließlich vollständig eröffnet.
Die Erweiterung der Werksanlagen erforderte eine höhere Heizleistung. Noch 1921 wurden drei der fünf Zweiflammrohrkessel abgebrochen und bis 1922 vier neue Wasserrohrkessel von Babcock & Wilcox in Betrieb genommen. Durch die Errichtung einer Elektrohängebahn zur Kohlezuführung, eines Wanderrostes und einer Rauchgasvorwärmung konnte die erzeugte Dampfmenge deutlich gesteigert werden.
Mit Inbetriebnahme der Personenwagenhalle übernahm das RAW Neuaubing zum 19. April 1927 die gesamte Instandhaltung von Personen-, Gepäck- und Postwagen vom RAW München, der vormaligen Centralwerkstätte München. Die Güterwagenausbesserung wurde hingegen zunächst vollständig an das RAW München abgegeben und bis 1931 an das neue RAW München-Freimann verlagert.

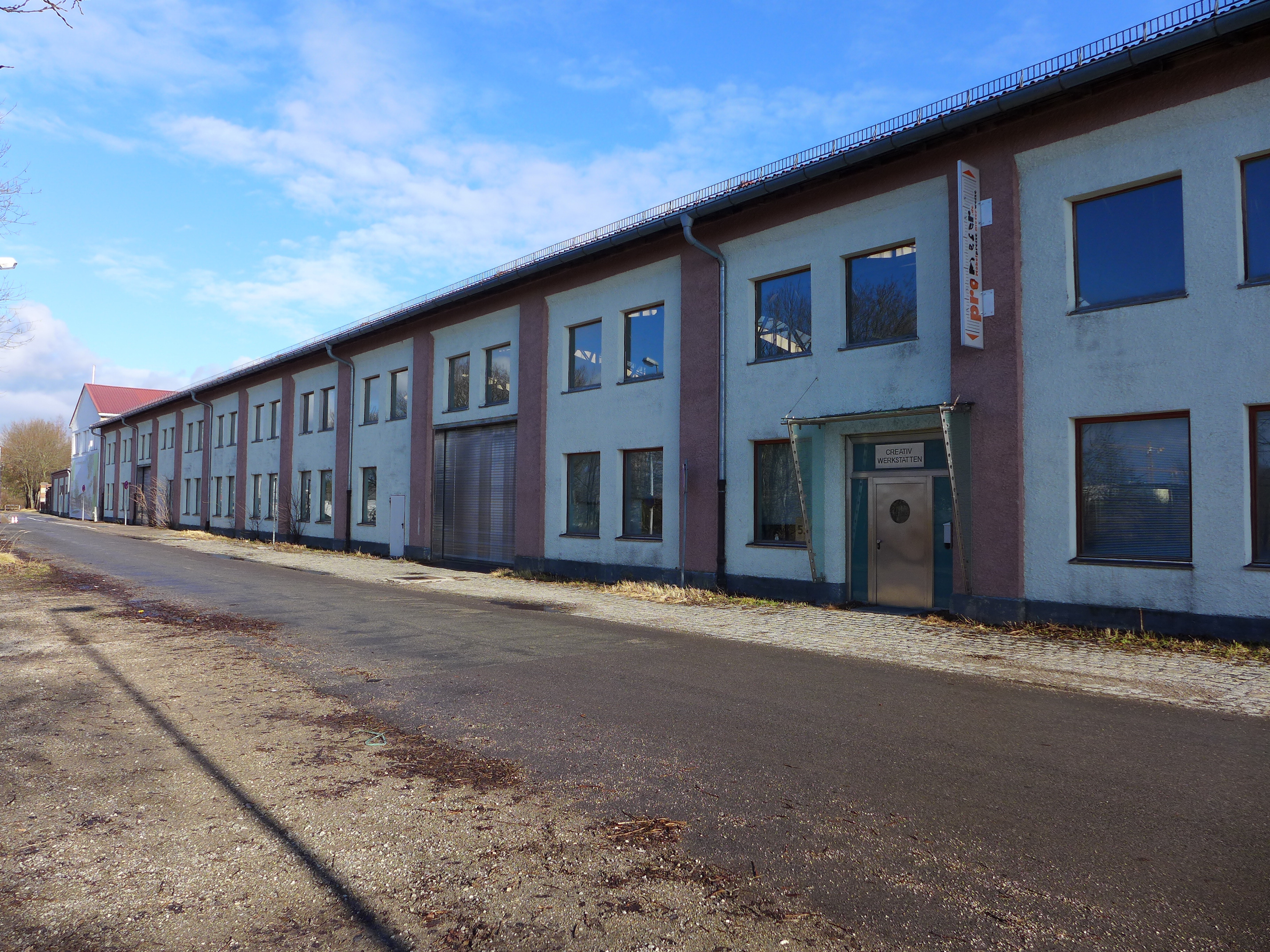
Nördliche Weichenbauwerkstätte (Halle 12)

Nach der Schließung der Reparaturwerkstätte für Postautos verkaufte die Bayerische Postverwaltung das nicht mehr benötigte Gelände 1926 für 350.000 Reichsmark an die Reichsbahn. 1928 verlegte diese die Weichenfertigung in die fortan als Halle 12 bezeichnete Werkstätte. Der Zusammenbau der Weichen fand jedoch weiterhin in der bisherigen Weichenwerkstätte statt.
1927 wurde das Ausbesserungswerk um eine Zugbeleuchterwerkstätte ergänzt, 1928 kam eine Werkstätte zur Oberflächenbehandlung von Kleinteilen hinzu. 1930 wurde südlich der nördlichen Weichenbauwerkstätte ein neues Kantinengebäude gebaut. Die bisher in Halle 12 beheimatete Fernsprechzentrale zog 1937 in den Keller des Kantinengebäudes. Westlich des Verwaltungsgebäudes entstand bis 1938 ein neues Lagergebäude für Werk- und Betriebsstoffe. Mit etwa 300.000 Quadratmetern erreichte das Werk in den 1930er Jahren seine größte Ausdehnung. Von 1937 bis 1938 errichtete die Deutsche Reichsbahn westlich des Ausbesserungswerks ein eigenständiges Weichenlager, das für die Lagerung der Weichen und Weichenbaustoffe für die Weichenwerkstätte zuständig war.
Im Zuge der nationalsozialistischen Umbauplanungen für die Münchner Eisenbahnanlagen sollte das Ausbesserungswerk erweitert werden. Die ersten vorbereitenden Bauarbeiten fanden 1938 statt, nach dem Beginn des Zweiten Weltkriegs wurden die Arbeiten jedoch wieder eingestellt. Nach Kriegsbeginn nahm das Werk 1939 die Güterwagenausbesserung wieder auf. Zudem war das RAW Neuaubing fortan im Zuge von Kriegssonderleistungen für den Bau und die Ausbesserung von Sonderfahrzeugen der Wehrmacht und der Deutschen Reichsbahn zuständig. Von 1940 bis 1941 errichtete die Deutsche Reichsbahn eine neue Lehrwerkstätte. 1942 benannte sie das Werk infolge der Eingemeindung Aubings in die Stadt München in Reichsbahnausbesserungswerk München-Neuaubing um.
1942 entwickelte das RAW Neuaubing ein neues Verfahren zur Arbeitsorganisation, mit dem die gesamte Produktion rationalisiert werden sollte. Dadurch sollten innerhalb eines halben Jahres 90.000 Fertigungsstunden eingespart werden. Nach der Erprobung in Neuaubing führte die Deutsche Reichsbahn das sogenannte Münchner Verfahren einheitlich in allen deutschen Ausbesserungswerken ein.
Ab 1943 war das Ausbesserungswerk zunehmend Ziel von Luftangriffen der United States Army Air Forces. Nach schweren Schäden durch Luftangriffe am 19. und 21. Juli 1944 musste das Werk die Ausbesserung für zwölf Tage vollständig einstellen. Die Weichenfertigung konnte bald wiederaufgenommen werden, die Wagenfertigung war durch die schweren Schäden an den Hallen 1 und 2 jedoch für längere Zeit eingeschränkt. Nach einer behelfsmäßigen Reparatur konnte das Werk im September 1944 seinen Betrieb wieder vollständig aufnehmen. Bei einem weiteren Luftangriff am 19. April 1945 wurde das Werk von 20 Sprengbomben getroffen, wodurch zwei Hallen beschädigt wurden. Am 30. April 1945 wurde das RAW München-Neuaubing durch amerikanische Truppen eingenommen.

### Rationalisierung und Modernisierung durch die Deutsche Bundesbahn
Bereits wenige Tage nach der Kapitulation der deutschen Truppen wurden im Mai 1945 die Ausbesserungsarbeiten wieder aufgenommen. Zunächst konnten infolge der schlechten Material- und Ersatzteilversorgung jedoch nur dringendste Schäden repariert werden. Während dieser Zeit war das RAW eine Hochburg kommunistischer Proteste in Süddeutschland. Der Betriebsrat Karl Reisinger war im Dritten Reich wegen seiner illegalen Arbeit für die Sozialistische Arbeiterpartei verfolgt und wegen Vorbereitung zum Hochverrat verurteilt worden. Nach dem Krieg wurde er Mitglied und Kader der KPD und leitete am 7. November 1947 einen Streik im RAW, bei dem es um Lebensmittelrationen ging. Die Kürzungen der Rationen wurden daraufhin für Eisenbahner ausgesetzt. Weitere kommunistisch organisierte Streiks fanden im Januar und Februar 1948 im RAW Neuaubing statt. Reisinger wurde 1952 fristlos entlassen.
1948 erfolgte eine Umbenennung in Eisenbahnausbesserungswerk (EAW) München-Neuaubing und 1951 eine weitere in Ausbesserungswerk (AW) München-Neuaubing. 1950 konnte die Deutsche Bundesbahn (DB) den Wiederaufbau der beschädigten Werkshallen abschließen und die Reisezugwagenausbesserung vollständig wiederaufnehmen. Zu diesem Zeitpunkt bestand das Werk aus 34 einzelnen Meistereien, die in 34 Hallen und Gebäuden untergebracht waren.
Im Zuge von Rationalisierungsmaßnahmen erwog die Deutsche Bundesbahn in den 1960er Jahren eine Werksschließung. Das Werk wurde zentralisiert und die verschiedenen Teilwerkstätten schrittweise geschlossen. 1967 verlegte die Bahn die Weichenwerkstätte ins Ausbesserungswerk Witten, 1969 gab sie die Zugbeleuchterwerkstätte und die Werkstätte für Bremsventile auf. Die Zentralstelle für den Werkstättendienst der Deutschen Bundesbahn entschied sich am 13. November 1969 für einen Erhalt des AW München-Neuaubing, wodurch die Schließung abgewendet wurde. Gleichzeitig beschloss die DB jedoch weitere Rationalisierungsmaßnahmen und eine Werksverkleinerung. Bis Mitte der 1970er-Jahre wurden alle verbliebenen Teilwerkstätten, unter anderem die Werkstätte zur Oberflächenbehandlung von Kleinteilen, geschlossen. Lediglich die in der Nachkriegszeit neu eingerichtete Schilderwerkstätte blieb erhalten. Die Fläche wurde von 300.000 auf etwa 250.000 Quadratmeter reduziert, sodass sich die beiden nicht mehr genutzten Weichenbauwerkstätten nun außerhalb des Werksgeländes befanden. Viele nicht mehr benötigten Gebäude wurden abgebrochen. Die Zahl der Mitarbeiter sollte fortan auf 1000 Personen begrenzt werden. Abgesehen von der Schilderwerkstätte, in der Zuglaufschilder, Bahnhofsschilder und Rollbandanzeigen hergestellt wurden, beschränkten sich die Aufgaben des AW Neuaubing nun auf die Ausbesserung von Reisezugwagen.
Nachdem die Deutsche Bundesbahn wegen der Planungsunsicherheit über längere Zeit nur wenig investiert hatte, führte sie von 1970 bis 1980 für ungefähr 25 Millionen DM eine grundlegende Modernisierung und Umorganisation durch. Zunächst entstand von 1970 bis 1975 eine neue Werkskantine auf der Fläche des ehemaligen Werksstücklagers.
Am 16. Mai 1972 kam es zu einem Großbrand in der Östlichen Wagenreparaturwerkstatt, als die Außenhaut eines dort zur Ausbesserung stehenden Umbau-Wagens der Gattung 3yg Feuer fing. Durch die Dachkonstruktion der Halle aus Holzbalken, Asphaltpappe und Teer breitete sich der Brand schnell aus und konnte erst nach zweieinhalb Stunden gelöscht werden. Bei dem Brand wurden das Hallendach auf einer Fläche von 4000 Quadratmetern sowie die Stahlkiesstrahlanlage der Halle zerstört. Zwei Mitarbeiter des Werks erlitten Rauchgasvergiftungen. Fünf Reisezugwagen brannten aus, 19 weitere Wagen konnten durch die Mitarbeiter noch rechtzeitig aus dem Gefahrenbereich gebracht werden. Es entstand ein Sachschaden von 6,5 Millionen DM, die Reparatur der Brandschäden kostete weitere 1,8 Millionen DM. Die Brandursache blieb ungeklärt.
1972 begannen die Bauarbeiten für die Verlegung der Radsatzwerkstätte in der Südlichen Wagenreparaturwerkstatt. Dafür verkleinerte die Deutsche Bundesbahn die Drehgestellwerkstätte um die Hälfte und baute auf der freiwerdenden Fläche die Anlagen der neuen Radsatzwerkstätte ein. Die DB installierte eine neue Radsatz-Drehmaschine und -Förderanlage sowie einen Ultraschallprüfstand und eine Spurkranzschweißmaschine. Zudem wurden eine Drehgestell- und eine Achslagergehäuse-Waschmaschine eingebaut. 1978 konnte die DB die Arbeiten an der Radsatzwerkstätte beenden. In der Südlichen Reparaturwerkstatt entstand 1980 auf einer bisher von der Polsterwerkstätte genutzten Fläche eine Zentral-Elektronikwerkstätte für die Lokomotiv- und Wagensteuerung.
Bis 1974 verkehrte ein eigener Werkspersonenzug für die Beschäftigten zwischen dem Bahnhof München-Pasing und dem Werkshaltepunkt im Westen des Geländes. Dafür kam ein Triebwagen der Baureihe ET 85 zum Einsatz.

### Stilllegung und Nachnutzung des Geländes
Ab 1994 führte die Deutsche Bahn erneut Rationalisierungsmaßnahmen durch. Ab 1997 gehörte das Ausbesserungswerk als Werk der schweren Instandhaltung (C-Werk) zum Geschäftsbereich DB Reise & Touristik. Die Deutsche Bahn beschloss im Juni 2001 die Schließung des Werks, in dem zuletzt noch 530 Mitarbeiter beschäftigt waren. Am 31. Dezember 2001 legte sie das Ausbesserungswerk Neuaubing still. Lediglich das Elektronikzentralwerk, das ab 2001 zur DB Fahrzeuginstandhaltung gehörte, blieb auf dem Gelände bestehen. Von 2002 bis 2005 nutzte das Bayerische Eisenbahnmuseum (BEM) die Werksanlagen zur Abstellung von historischen Schienenfahrzeugen.

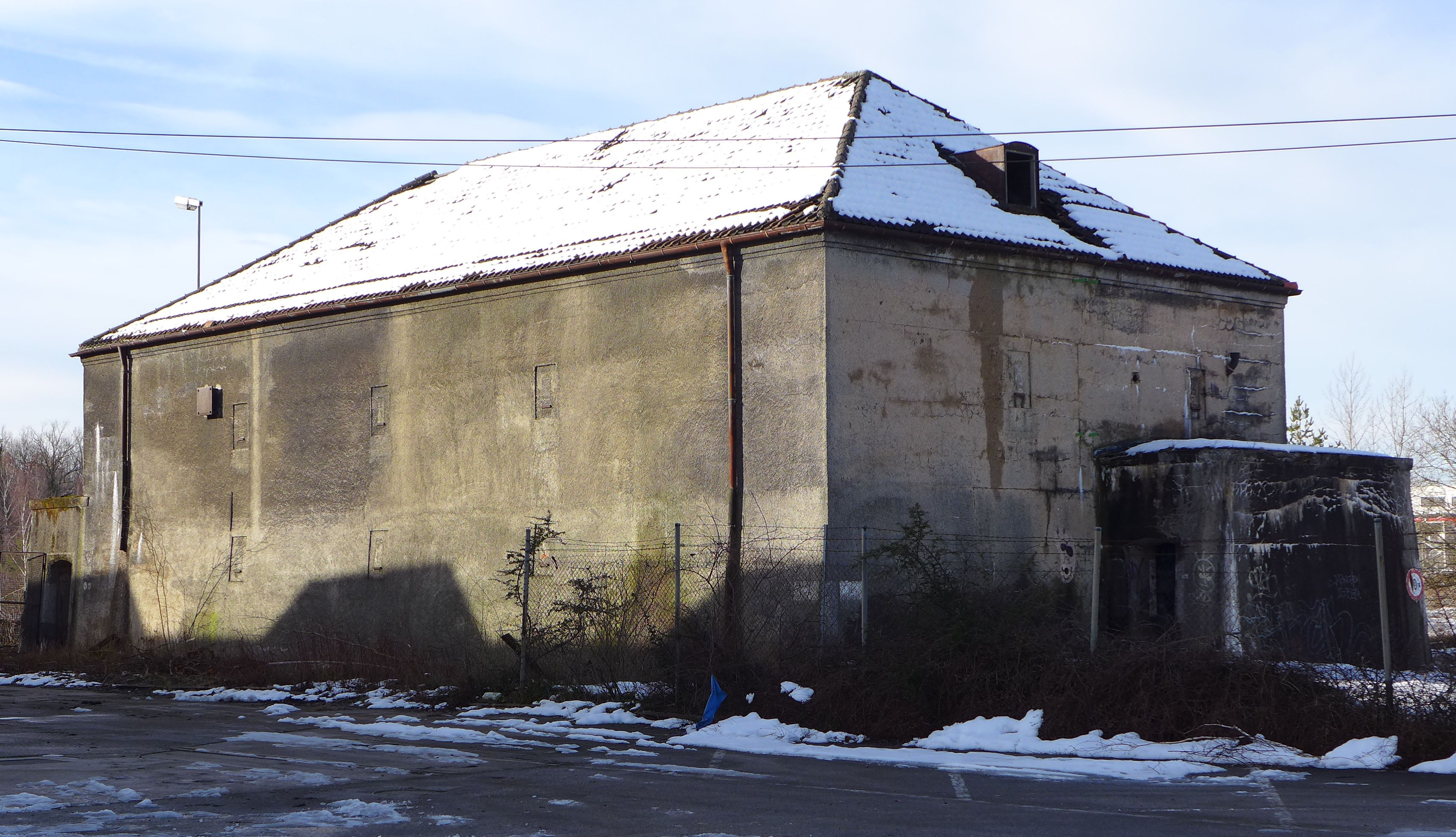
2013 abgebrochener Hochbunker

2003 übernahm die bahneigene Immobiliengesellschaft Aurelis das Gelände. 2008 wurden neun Gebäude und das Zufahrtstor des ehemaligen Ausbesserungswerks unter Denkmalschutz gestellt. Auf dem südlichen Teil des Werksgeländes entstand ab 2013 unter der Bezeichnung Triebwerk ein Gewerbegebiet. Die denkmalgeschützten Hallen wurden von 2013 bis 2015 saniert und in das Gewerbegebiet einbezogen. Die nicht unter Denkmalschutz stehende nordöstliche Halle 1 wurde abgebrochen, auf ihrer Fläche errichtete die Deutsche Post AG bis 2014 eine neue Mechanisierte Zustellbasis der DHL. 2013 wurde der ehemalige Hochbunker des Werks an der Papinstraße abgebrochen. In der südwestlichen Ecke des Geländes entstand ab Oktober 2013 ein neues Gebäude für das Elektronikzentralwerk (EZW) der DB Fahrzeuginstandhaltung, das im Juni 2015 fertiggestellt wurde.
Im April 2015 baute die Deutsche Bahn im Zuge einer Gleiserneuerung auf der Strecke Pasing–Herrsching die Weichen zum Ausbesserungswerk zurück. In der Folge wurden die Zufahrtsgleise und die Gleisharfe nördlich der Hallen abgebaut. Nach dem Abbau der Gleise entstand im nördlichen Werksbereich ab August 2016 das neue Wohngebiet Gleisharfe mit etwa 500 Wohnungen.

## Aufbau

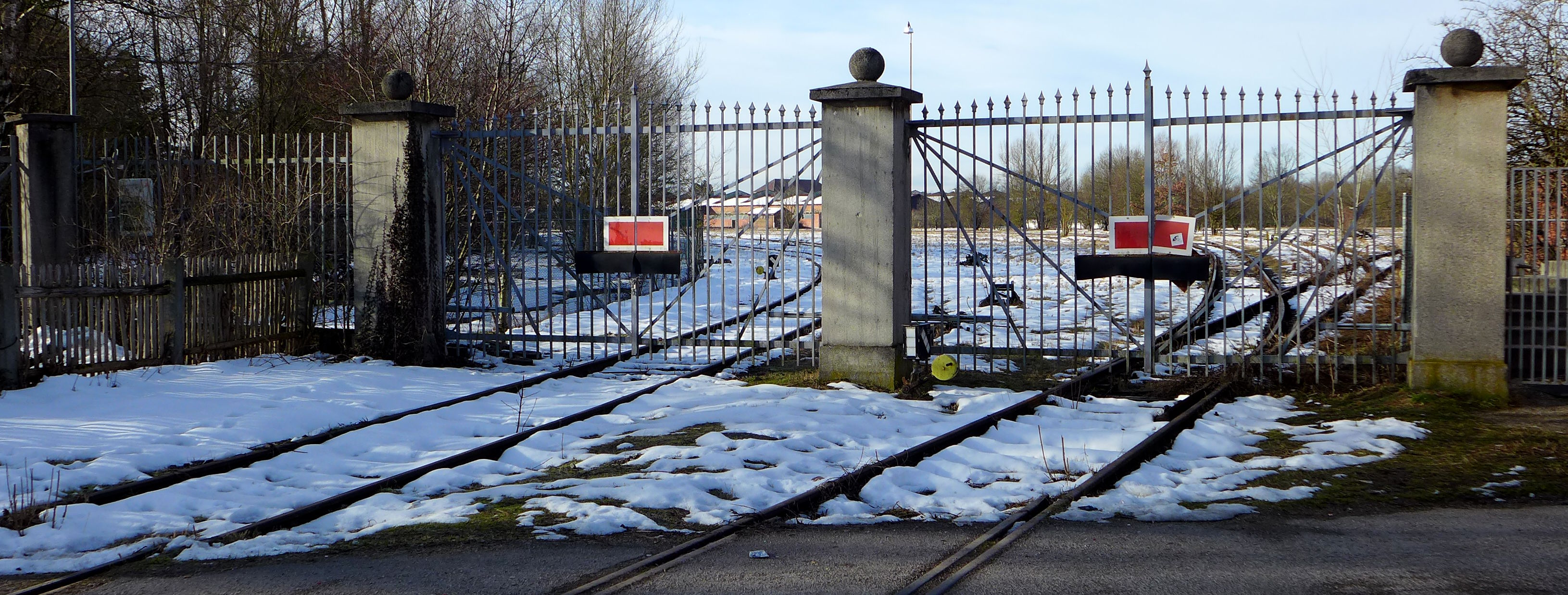
Zufahrtstor mit Zufahrtsgleisen

Im Nordosten des Ausbesserungswerks befindet sich das Zufahrtstor, durch das zwei Zufahrtsgleise in das Ausbesserungswerk führten. Direkt nördlich des Zufahrtstors steht ein mechanisches Wärterstellwerk, das noch als Schrankenposten für den Bahnübergang der Brunhamstraße dient. Bis zum Abbau der Schrankenanlagen 2015 steuerte es den Bahnübergang der Papinstraße, der direkt vor dem Tor lag.
Hinter dem Tor verzweigten sich die Zufahrtsgleise in einer breiten Gleisharfe. Nördlich der Gleisharfe stand das Gebäude der Bahnmeisterei. Etwa 350 Meter hinter dem Einfahrtstor mündeten die meisten Gleise in die nebeneinander stehenden Hallen der Westlichen und Östlichen Wagenreparaturwerkstatt. Die fünfschiffige Halle der Westlichen Wagenwerkstatt wird als Halle 2 bezeichnet. Die Östliche Wagenwerkstatt war in einer sechsschiffigen Halle untergebracht und wurde als Halle 1 bezeichnet. Beide Hallen waren als Eisenfachwerkkonstruktionen mit Blankziegelfassaden ausgeführt. Westlich der Westlichen Wagenreparaturwerkstatt steht die ehemalige Reparaturwerkstätte für Postkraftfahrzeuge, die später als Halle 12 zur Nördlichen Weichenbauwerkstätte wurde. Sie besteht aus einer zweischiffigen Halle in Eisenfachwerkkonstruktion, an die im Norden ein quergestellter Satteldachbau und im Süden ein dreigeschossiges Verwaltungsgebäude mit Mansarddach anschließen.
Im Westen des Werksgeländes lag zwischen der nördlichen Weichenbauwerkstätte und dem Weichenlager an der Papinstraße ein betrieblicher Haltepunkt für die Mitarbeiter des Ausbesserungswerks. Der Werksbahnsteig war über das Zufahrtsgleis zum Weichenlager an das Gleisnetz angeschlossen. Das Zufahrtsgleis und die Gleisanlagen des Werkshaltepunkts waren elektrifiziert.

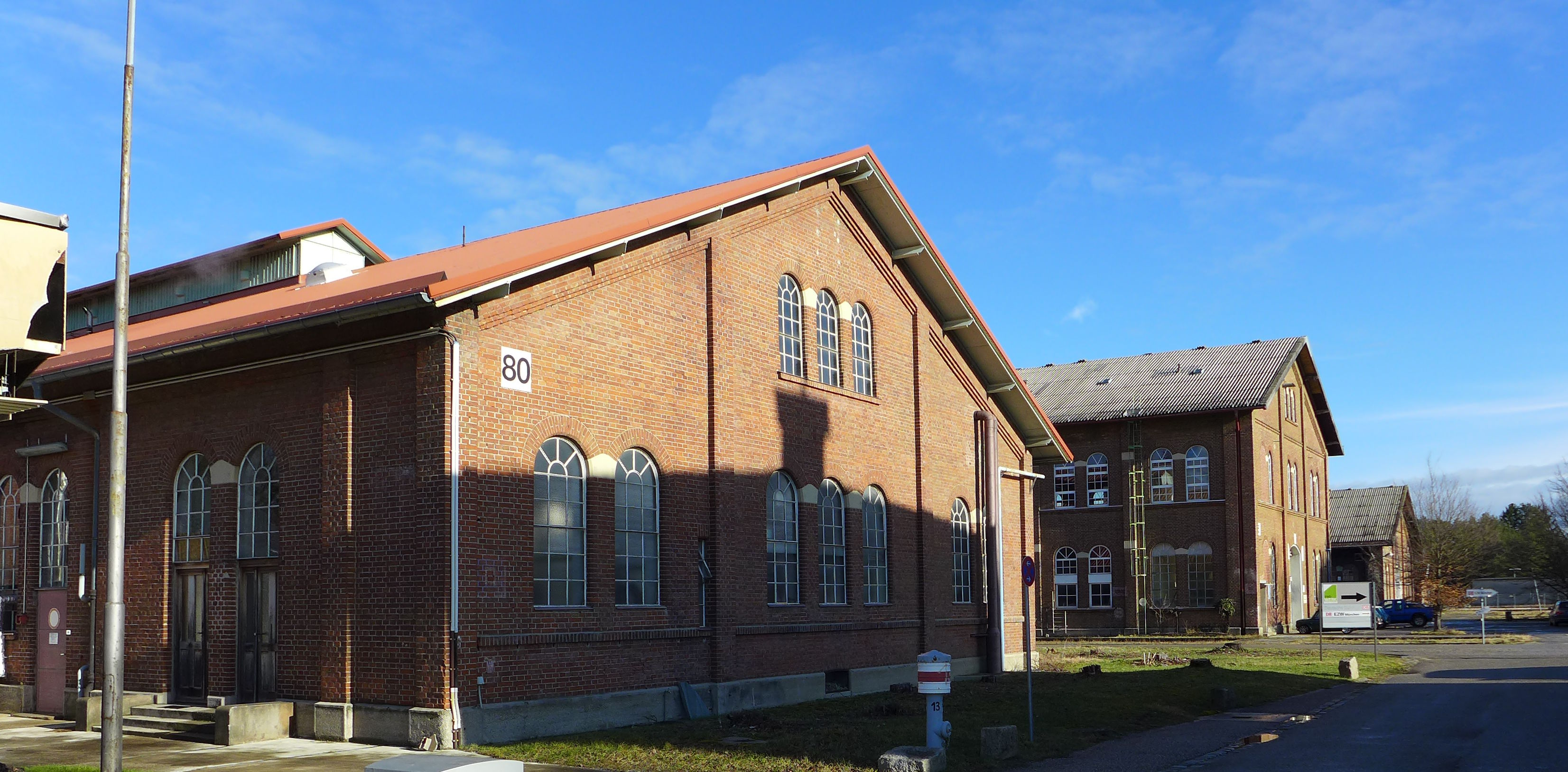
Kesselhaus, Schlosserei und Holzbearbeitungswerkstätte

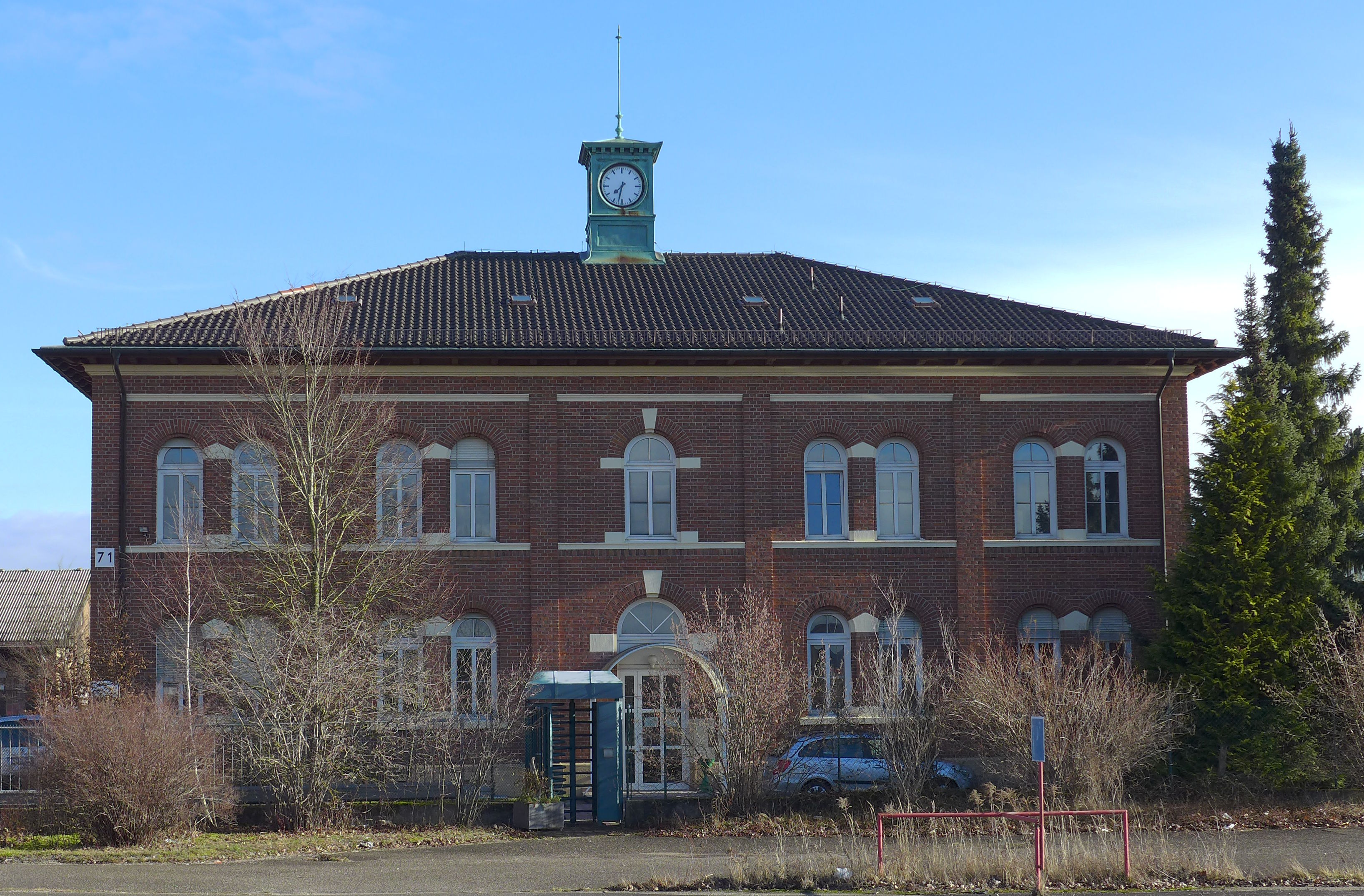
Ehemaliges Verwaltungsgebäude (Bau 10)

Östlich der beiden Wagenreparaturwerkstätten führten zwölf Gleise von der Gleisharfe aus weiter zu einer Schiebebühne, die sich über 200 Meter fast über die ganze Breite des Werksgeländes erstreckte. An die Schiebebühne waren die Gleise der südlich davon gelegenen Südlichen Wagenreparaturwerkstatt in Halle 3 angeschlossen. Sie ist als achtschiffige Halle in Eisenfachwerkkonstruktion ausgeführt und umfasst eine Fläche von etwa 25.000 Quadratmetern. Zwischen den beiden nördlichen Wagenwerkstätten und der Schiebebühne befanden sich die Holzbearbeitungswerkstätte im eingeschossigen Bau 4 im Osten, die Schlosserei im zweigeschossigen Bau 5 und das Kesselhaus im eingeschossigen Bau 7. Alle drei Gebäude sind als Satteldachbauten ausgeführt. Südlich der Schlosserei steht das ehemalige Verwaltungsgebäude des Ausbesserungswerks, das als Bau 10 bezeichnet wird. Es ist als zweigeschossiger Walmdachbau ausgeführt und hat ein Uhrtürmchen als Dachreiter. Westlich der südlichen Wagenreparaturwerkstatt befindet sich die als Halle 11 bezeichnete Südliche Weichenbauwerkstätte in einem eingeschossigen Satteldachbau.
Südlich der südlichen Weichenbauwerkstätte und der Halle 3 war eine weitere Schiebebühne vorhanden. Südlich der Schiebebühne steht das Gebäude der ehemaligen Lehrwerkstätte. Es besteht aus einem dreigeschossigen Hauptbau mit Walmdach, an den im Westen, Süden und Osten lange, eingeschossige Anbauten angeschlossen sind.
Neun der ehemaligen Werksgebäude sowie das Zufahrtstor stehen seit 2008 unter Denkmalschutz. Neben den denkmalgeschützten Gebäuden ist noch die ehemalige Lehrwerkstätte vorhanden, die übrigen Bauten wurden bis 2013 abgebrochen.
| Bau | Bezeichnung                       | Errichtung | Anmerkungen                                                                         |
| --- | --------------------------------- | ---------- | ----------------------------------------------------------------------------------- |
| 1   | Östliche Wagenreparaturwerkstatt  | 1902–1906  | 2013 abgebrochen                                                                    |
| 2   | Westliche Wagenreparaturwerkstatt | 1902–1906  | Baudenkmal                                                                          |
| 3   | Südliche Wagenreparaturwerkstatt  | 1921–1927  | Baudenkmal                                                                          |
| 4   | Holzbearbeitungswerkstätte        | 1902–1906  | Baudenkmal                                                                          |
| 5   | Dreherei und Schlosserei          | 1902–1906  | Baudenkmal                                                                          |
| 6   | Schmiede                          | 1902–1906  | abgebrochen                                                                         |
| 7   | Kesselhaus                        | 1902–1906  | Baudenkmal                                                                          |
| 10  | Verwaltungsgebäude II             | 1902–1906  | Baudenkmal, ehemals mit Ersatzstücklager                                            |
| 11  | Südliche Weichenbauwerkstätte     | 1907–1910  | Baudenkmal                                                                          |
| 12  | Nördliche Weichenbauwerkstätte    | 1912–1914  | Baudenkmal, mit Verwaltungsgebäude I bis 1926 Reparaturwerkstätte für Postfahrzeuge |
| 21  | Kantinengebäude                   | 1930       | mit angebautem Gemeinschaftsraum, abgebrochen                                       |
| 40  | Lehrwerkstätte                    | 1940–1941  |                                                                                     |

## Aufgaben

### Wagenausbesserung
Nach ihrer Eröffnung 1906 war die Centralwerkstätte zunächst nur für die Ausbesserung von Güterwagen zuständig. 1907 wurden 2.500 Güterwagen in Neuaubing ausgebessert. Ab 1907 unterhielt das Aubinger Werk in Arbeitsteilung mit der Centralwerkstätte München zusätzlich Personen-, Gepäck- und Postwagen, 1908 lag der Unterhaltungsbestand bei 84 Personenwagen.
1913 umfasste der Unterhaltungsbestand des Werks bereits etwa 7700 Wagen, davon 2000 Personenwagen und 5700 Güterwagen. Während des Ersten Weltkriegs stieg die Zahl der auszubessernden Wagen weiter an, 1919 wurden 11.408 Wagen ausgebessert. Zum 19. April 1927 gab das Neuaubinger Werk die Güterwagenausbesserung vollständig an das RAW München ab, zuletzt wurden 1926 etwa 9500 Güterwagen in Neuaubing ausgebessert. Stattdessen übernahm das RAW Neuaubing die Unterhaltung von Personen-, Gepäck- und Postwagen vollständig, sodass die Zahl der ausgebesserten Personenwagen bis 1929 auf die Höchstzahl von 10.500 anstieg. In der folgenden Zeit ging die Ausbesserungsleistung bis 1932 wieder auf 6400 Personenwagen zurück.
Nach Beginn des Zweiten Weltkriegs nahm das Ausbesserungswerk 1939 die Güterwagenausbesserung wieder auf. In der Nachkriegszeit wurden bis Ende der 1940er Jahre die Ausbesserungsarbeiten an Eisenbahnfahrzeugen wieder auf die Instandhaltung von Reisezugwagen beschränkt.
1950 unterhielt das Ausbesserungswerk Neuaubing 82 Steuer- und Beiwagen, 3812 sonstige Reisezugwagen, davon 2789 Lenkachswagen und 1023 Drehgestellwagen, sowie 456 Bahndienstwagen. Bis 1956 stieg der Unterhaltungsbestand wieder auf 5800 Personenwagen an. Ab 1965 wurden TEE-Wagen in Neuaubing unterhalten. 1980 gab es insgesamt 3069 Wagen im Neuaubinger Unterhaltungsbestand, davon 207 TEE/IC-Wagen, 988 m-Wagen, 161 yl-Wagen, 1135 n-Wagen, 375 Umbau-Wagen und 203 Gepäckwagen.
1990 umfasste der Unterhaltungsbestand des Werks Neuaubing noch 2493 Wagen, darunter 531 IC-Wagen, 191 umgebaute Interregio-Wagen sowie zehn Messwagen der Versuchsanstalt München. Mit dem Übergang des Werks an DB Reise & Touristik wurden ab 1997 nur noch Fernverkehrswagen in Neuaubing ausgebessert. Mit der Auflösung des Werks gab die Deutsche Bahn die Wagenausbesserung zum 31. Dezember 2001 vollständig an die Ausbesserungswerke Neumünster und Wittenberge ab.

### Triebwagen- und Lokomotivunterhaltung
Ab 1907 nahm die Centralwerkstätte die mit Gleichstrom betriebenen Elektrotriebwagen MBCL 101–109 mit Beiwagen und den Gepäcktriebwagen MPL als erste Triebwagen in ihren Unterhaltungsbestand auf. Diese kamen auf den mit Gleichstrom betriebenen Lokalbahnen Berchtesgaden–Salzburg und Berchtesgaden–Königssee zum Einsatz.
1926 teilte die Deutsche Reichsbahn dem RAW Neuaubing drei Wittfeld-Akkumulatortriebwagen zu, die im Bahnbetriebswerk München Ost beheimatet wurden. Zudem übernahm das Werk die Ausbesserung von zwei Akkumulatortriebwagen aus der Serie 581/582 bis 615/616 der Deutschen Reichsbahn. Bis 1934 stieg der Unterhaltungsbestand auf 18 Akkumulatortriebwagen an, von denen 14 der Bauart Wittfeld und vier der Reichsbahn-Bauart angehörten. Sie waren in den Bahnbetriebswerken München Ost, Bamberg, Nürnberg Hbf und Kempten beheimatet. Die Akkumulatortriebwagen wurden sowohl im mechanischen als auch im elektrischen Teil in Neuaubing ausgebessert und erhielten dort planmäßig alle zwei Jahre eine neue Hauptuntersuchung.
Gleichzeitig mit den Akkumulatortriebwagen kamen 1926 die ersten mit Wechselstrom betriebenen Oberleitungstriebwagen in den Unterhaltungsbestand. Die Deutsche Reichsbahn hielt ab 1926 die aus Dampftriebwagen umgebauten Wechselstromtriebwagen elT 1101–1104 (später ET 85 01–04) in Neuaubing instand. 1927 und 1933 wurde der Bestand um weitere Fahrzeuge der Baureihe ET 85 erweitert. 1935 nahm die Deutsche Reichsbahn die elektrischen Schnelltriebwagen der späteren Baureihen ET 25 und ET 31 in den Unterhaltungsbestand des Ausbesserungswerks auf, 1936 folgten die drei Triebwagen elT 1900–1902 (später ET 11 01–03) und die zwei als Gläserne Züge bezeichneten Aussichtstriebwagen elT 1998–1999 (später ET 91 01–02). Im Unterschied zu den Akkumulatortriebwagen wurden die Oberleitungstriebwagen nur im wagenbaulichen Teil in Neuaubing instand gehalten, die Ausbesserung der elektrischen Ausrüstung fand hingegen in der Nebenwerkstätte München am Bw München Hbf statt.
Ab 1930 besserte das Werk mit den elektrischen Rangierlokomotiven E 80 01–05 erstmals Lokomotiven aus. Dabei war das RAW Neuaubing für die Unterhaltung der Batterien und Gleichrichter zuständig, während der mechanische Teil durch das RAW München-Freimann ausgebessert wurde.
Nach der Verstaatlichung der Lokalbahn Aktien-Gesellschaft hielt das Ausbesserungswerk ebenfalls die auf den Lokalbahnen Bad Aibling–Feilnbach, Türkheim–Bad Wörishofen und der Isartalbahn eingesetzten Gleichstromtriebwagen instand. Wegen der Umstellung der Königsseebahn auf Wechselstrombetrieb wurden 1942 die inzwischen als Baureihe ET 184.0 bezeichneten Gleichstromtriebwagen MBCL aus dem Unterhaltungsbestand abgegeben.
1950 umfasste der Unterhaltungsbestand des AW München-Neuaubing 90 Elektrotriebwagen und 13 Akkumulatortriebwagen. 1951 wurde die Ausbesserung der Akkumulatortriebwagen an das Ausbesserungswerk Limburg (Lahn) abgegeben. 1959 gab das AW Neuaubing die Ausbesserung von Elektrotriebwagen vollständig an das AW Stuttgart-Bad Cannstatt ab, womit die Triebwagenunterhaltung in Neuaubing endete.

### Umbauprogramme und Sonderaufgaben
Im Zuge von Kriegssonderleistungen wurden im Zweiten Weltkrieg für die Deutsche Reichsbahn und die Wehrmacht verschiedene Sonderfahrzeuge für den Kriegsdienst gebaut und ausgebessert, unter anderem Werkstattzüge für die eroberten Gebiete im Osten, Panzerzüge und Lazarettzüge. 1942 baute die Deutsche Reichsbahn die Gleichstromlok E 170 01 der Königsseebahn im RAW Neuaubing in eine Akkulokomotive um.
Zudem wurden Fahrzeuge der Straßenbahn München nach Kriegsschäden im Werk Neuaubing repariert. Dabei baute das Ausbesserungswerk von 1943 bis 1945 stark beschädigte Straßenbahnwagen der Baureihe E zu neuen G-Wagen um, indem neue Aufbauten auf die Rahmen und Fahrwerke aufgesetzt wurden. Insgesamt wurden 19 Straßenbahnwagen der Baureihe G hergestellt.
Von Oktober 1953 bis Dezember 1956 wurden im Ausbesserungswerk Neuaubing im Zuge des Umbauprogramms der Deutschen Bundesbahn aus älteren Länderbahnwagen dreiachsige Umbau-Wagen der Gattung 3yg hergestellt, von Dezember 1956 bis 1961 folgte die Fertigung von vierachsigen Umbau-Wagen der Gattung 4yg.
1987 begann mit dem Interregio-Sitzwagenprogramm erneut ein größeres Umbauprogramm im AW Neuaubing, im Zuge dessen die DB ältere m-Wagen für den Interregio-Einsatz umbaute und modernisierte. Ab 1989 wurde der Umbau in Kooperation mit dem Ausbesserungswerk Weiden der Partner für Fahrzeugausstattung (PfA) durchgeführt. 1990 verlegte die Deutsche Bundesbahn die Fertigung vollständig nach Weiden und das AW Neuaubing war fortan nur noch für die Abnahme der umgebauten Wagen zuständig. Bis 1990 wurden in Neuaubing etwa 250 Wagen umgebaut.

### Weichenfertigung

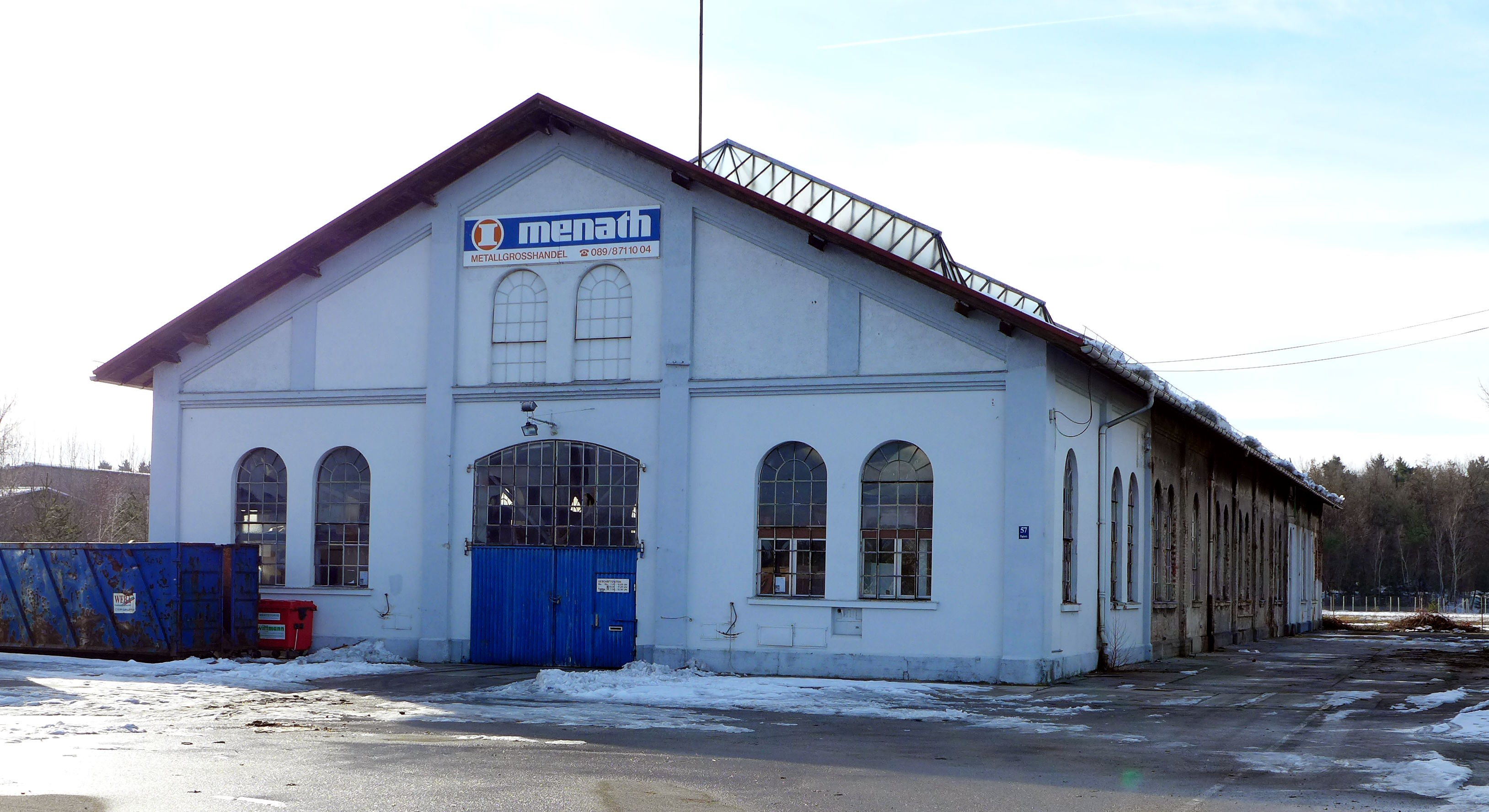
Südliche Weichenbauwerkstätte (Halle 11)

1910 wurde in der Halle 11 des Werks die Weichenfertigung aufgenommen. Das Werk war die einzige Weichenwerkstätte der Königlich Bayerischen Staatsbahnen. Mit der Steigerung der Weichenproduktion reichte der Platz der bisherigen Halle in den 1920er Jahren nicht mehr aus. Zum 1. November 1928 verlegte die Deutsche Reichsbahn die Fertigung der einzelnen Weichenbauteile in die Halle 12, der Zusammenbau der Weichen verblieb in der bisherigen Halle 11. Von der Neuaubinger Weichenwerkstätte wurden die Weichen zur Abnahme in die Oberbauhauptlager in Pasing und Nürnberg transportiert. Ab 1937 lagerte die Deutsche Reichsbahn die gefertigten Weichen direkt im neuen Weichenlager Neuaubing.
Durch einen Ausbau der Weichenwerkstätte konnte die Deutsche Reichsbahn die Fertigung von zwei bis drei Weicheneinheiten pro Woche im Jahr 1936 auf sechs bis acht Weicheneinheiten wöchentlich 1937 steigern. Das angestrebte Ziel von 20 bis 22 Weicheneinheiten pro Woche konnte 1938 bereits beinahe erreicht werden. 1938 arbeitete das Werk insgesamt 907 Weicheneinheiten auf, baute 51 Weichen neu und behandelte Weichenteile mit einem Gesamtgewicht von 2214 Tonnen. Das RAW Neuaubing war neben Witten und Brandenburg-West eines von drei Werken der Deutschen Reichsbahn zum Neubau von Weichen. 1967 gab die Deutsche Bundesbahn die Weichenfertigung in Neuaubing vollständig an das Ausbesserungswerk Witten ab und löste die Weichenwerkstätte auf.

## Mitarbeiter und soziale Einrichtungen

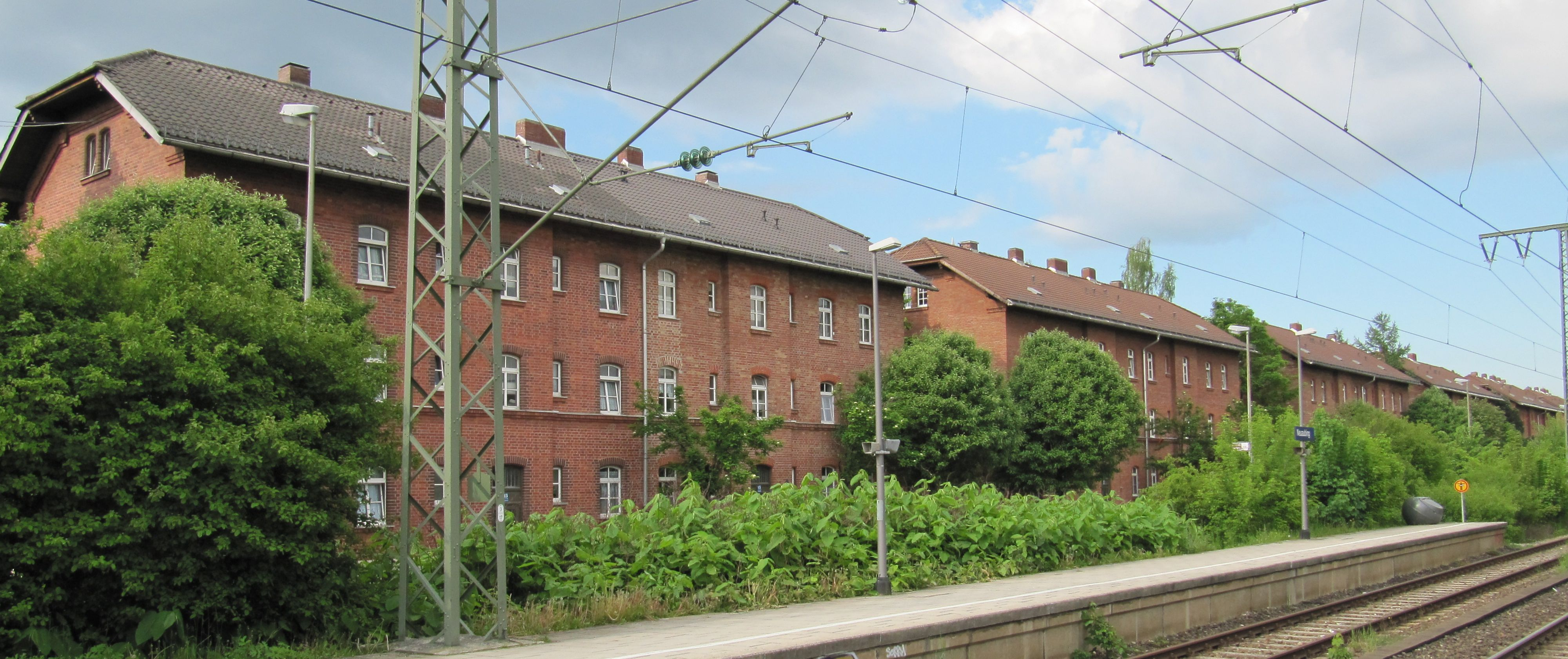
Eisenbahnerwohnungen an der Papinstraße

Bei der Eröffnung waren in Neuaubing 160 Arbeiter und neun Beamte beschäftigt. Für das Personal errichteten die Königlich Bayerischen Staatseisenbahnen im Nordosten des Werksgeländes an der Papinstraße eine eigene Wohnanlage, die spätere Kolonie Neuaubing, mit 18 Arbeiterwohnhäusern und zwei Beamtenwohnhäusern. Am 26. Februar 1909 gründeten Mitarbeiter der Centralwerkstätte eine eigene Eisenbahner-Baugenossenschaft. Die Genossenschaft begann noch im selben Jahr mit der Errichtung von drei Wohnhäusern mit insgesamt 58 Wohnungen, die sich etwa 800 Meter nördlich des Werks an der Limesstraße befanden.
1913 waren in der Centralwerkstätte bereits 539 Mitarbeiter beschäftigt. Aufgrund des Personalmangels während des Ersten Weltkriegs setzten die Bayerischen Staatsbahnen in größerer Zahl Kriegsgefangene als Zwangsarbeiter im Werk ein. Nach Kriegsende sah die Demobilmachungsverordnung die Aufnahme betriebsfremder Arbeitskräfte aus dem demobilisierten bayerischen Heer zusätzlich zu den früheren Arbeitern vor. Dadurch stieg die Zahl der Beschäftigten 1919 auf 1535 und es war ein deutlicher Personalüberhang vorhanden. In der Folge schaffte die Centralwerkstätte Überstunden und Sonntagsarbeit ab und führte einen Mehrschichtbetrieb ein. Die Arbeitsleistung pro Person war dadurch nur noch etwa halb so hoch wie vor dem Krieg. Zum 1. August 1919 schaffte die Centralwerkstätte daher die Doppelschichten wieder ab und reduzierte die Mitarbeiterzahl wieder auf 1100.
1921 wurde für die Beschäftigten des Werks der Turn- und Sportverein Neuaubing gegründet. 1930 kaufte der Verein von Rudolf von Maffei, dem Besitzer von Gut Freiham, ein Grundstück westlich des Ausbesserungswerks und errichtete dort bis 1936 eine Sportanlage. Nach mehreren Namenswechseln ging 1951 aus dem Sportverein der Eisenbahnersportverein Sportfreunde Neuaubing (ESV Neuaubing) hervor.
Am 1. November 1924 übernahm Albert Gollwitzer, der bisherige Direktor des Ausbesserungswerks Nürnberg, die Leitung des Ausbesserungswerks Neuaubing. Zum 1. April 1930 wechselte er zum RAW München-Freimann und wurde 1933 Präsident der Reichsbahndirektion München.
Von 1929 bis zu seinem Tod auf der Deutschen Nanga-Parbat-Expedition 1934 war der Bergsteiger Willy Merkl in der Weichenwerkstätte von Neuaubing als Ingenieur beschäftigt.
Mit der steigenden Arbeiterzahl erweiterte die Eisenbahner-Baugenossenschaft bis 1929 ihre Siedlung um zusätzliche Häuser, sodass im Bereich zwischen Limesstraße, Wiesentfelser Straße und Plankenfelser Straße schließlich 163 Wohnungen vorhanden waren. Die dafür benötigten Grundstücke stellte die Deutsche Reichsbahn im Rahmen des Erbbaurechts zur Verfügung. 1941 wurde die Baugenossenschaft Aubing in die Eisenbahner-Baugenossenschaft München Hauptbahnhof (ebm) eingegliedert.
1930 waren im Werk wieder 1408 Arbeiter beschäftigt. Der Rückgang der Ausbesserungsleistungen veranlasste die Deutsche Reichsbahn erneut zu Entlassungen und senkte die Arbeiterzahl bis 1932 auf 1159. Am 1. Mai 1933 wurde eine eigene Werkskapelle gegründet, die zunächst aus 25 Personen bestand und später auf 44 Mitglieder vergrößert wurde. Sie nahm an verschiedenen Musikwettbewerben, Aufmärschen und Propagandaveranstaltungen in München teil.
Im Zuge des wirtschaftlichen Aufschwungs stieg ab 1933 der Personalstand des Ausbesserungswerks wieder an. In den 1930er Jahren entstand eine neue Reichskleinsiedlung mit Einfamilienhäusern für die Arbeiter. 1930 errichtete die Deutsche Reichsbahn ein neues Kantinengebäude, das sie 1936 durch einen südlich angebauten Gemeinschaftsraum erweiterte. 1938 erhielt die Kantine ein eigenes Schlachthaus mit Stallungen auf dem Werksgelände. 1941 eröffnete die Deutsche Reichsbahn in der Südostecke des Werksgeländes einen Kindergarten mit einem als Barbaraheim bezeichneten Schwesternheim. Im Zweiten Weltkrieg waren für die Kriegssonderleistungen 1942 bis zu 2480 Personen im Werk beschäftigt, davon etwa 600 Frauen und über 800 Kriegsgefangene und Zwangsarbeiter. Für die im Ausbesserungswerk arbeitenden Zwangsarbeiter entstand Ende 1942 nördlich der Bahnstrecke Pasing–Herrsching das Zwangsarbeiterlager Neuaubing.
In der Nachkriegszeit schwankte die Zahl der Mitarbeiter um etwa 2000. In den 1950er Jahren stieg die Beschäftigtenzahl von 1943 Personen im Jahr 1950 auf 2463 Personen 1956. 1975 eröffnete die Deutsche Bundesbahn eine neue Werkskantine, die mit einer Großküche ausgestattet war. Im Zuge der Rationalisierungsmaßnahmen in den 1970er Jahren sah die DB eine Begrenzung der Beschäftigtenzahl auf 1000 Personen vor, die mit 885 Mitarbeitern im Jahr 1980 noch deutlich unterschritten wurde. 1981 waren 911 Personen im Ausbesserungswerk beschäftigt, davon 103 Beamte, elf Angestellte und 797 Werkstättenarbeiter. In den folgenden Jahren blieb die Mitarbeiterzahl weitgehend konstant, 1990 waren 912 Personen im AW München-Neuaubing beschäftigt. Mit den Rationalisierungsmaßnahmen der Deutschen Bahn ging der Personalstand erneut zurück. Im letzten Betriebsjahr 2001 wurden noch 530 Mitarbeiter in Neuaubing eingesetzt.

## Weichenlager
1937 erwarb die Deutsche Reichsbahn von Rudolf von Maffei ein weiteres, westlich an das Ausbesserungswerk anschließendes Grundstück und errichtete dort bis 1938 ein großes Weichenlager. Einige Flächen und drei Gebäude des Ausbesserungswerks wurden an das Weichenlager abgegeben. Auf dem 13 Hektar großen Lagergelände wurden die Weichenbaustoffe für die Weichenwerkstätte des Ausbesserungswerks sowie die fertiggestellten Weichen gelagert. Im Unterschied zur Weichenwerkstätte führte die Deutsche Reichsbahn das Weichenlager als eigenständige Dienststelle, die nicht dem RAW Neuaubing unterstellt war. Zudem war das Weichenlager für alle weichenbautechnischen Arbeiten der bayerischen Oberbaustofflager Nürnberg, Pasing, Augsburg und Regensburg zuständig. Das Verbindungsgleis zum Weichenlager zweigte direkt vor dem Zufahrtstor des Ausbesserungswerks von den Zufahrtsgleisen ab und führte an der nordwestlichen Mauer des AW Neuaubing entlang bis zum Lagergelände.
Nach der Aufgabe der Weichenwerkstätte wurde das Weichenlager ab 1967 als Gleislager genutzt. 1971 löste die Deutsche Bundesbahn es als eigenständige Dienststelle auf und unterstellte es dem Gleisbauhof Augsburg-Oberhausen als Außenstelle. Bis zu seiner Stilllegung 1980 diente das Lager vor allem der Montage und Demontage von Gleisjochen. In der Folge wurden die Gleisanlagen auf dem Gelände größtenteils abgebaut und die Gebäude abgebrochen. Das Gelände des Weichenlagers liegt seitdem brach und hat sich durch seine große Artenvielfalt in Flora und Fauna zu einem Stadtbiotop entwickelt. 2015 wurde das bis dahin noch größtenteils vorhandene Zufahrtsgleis zum Gleislager vollständig abgebaut.